# Shirakabaha

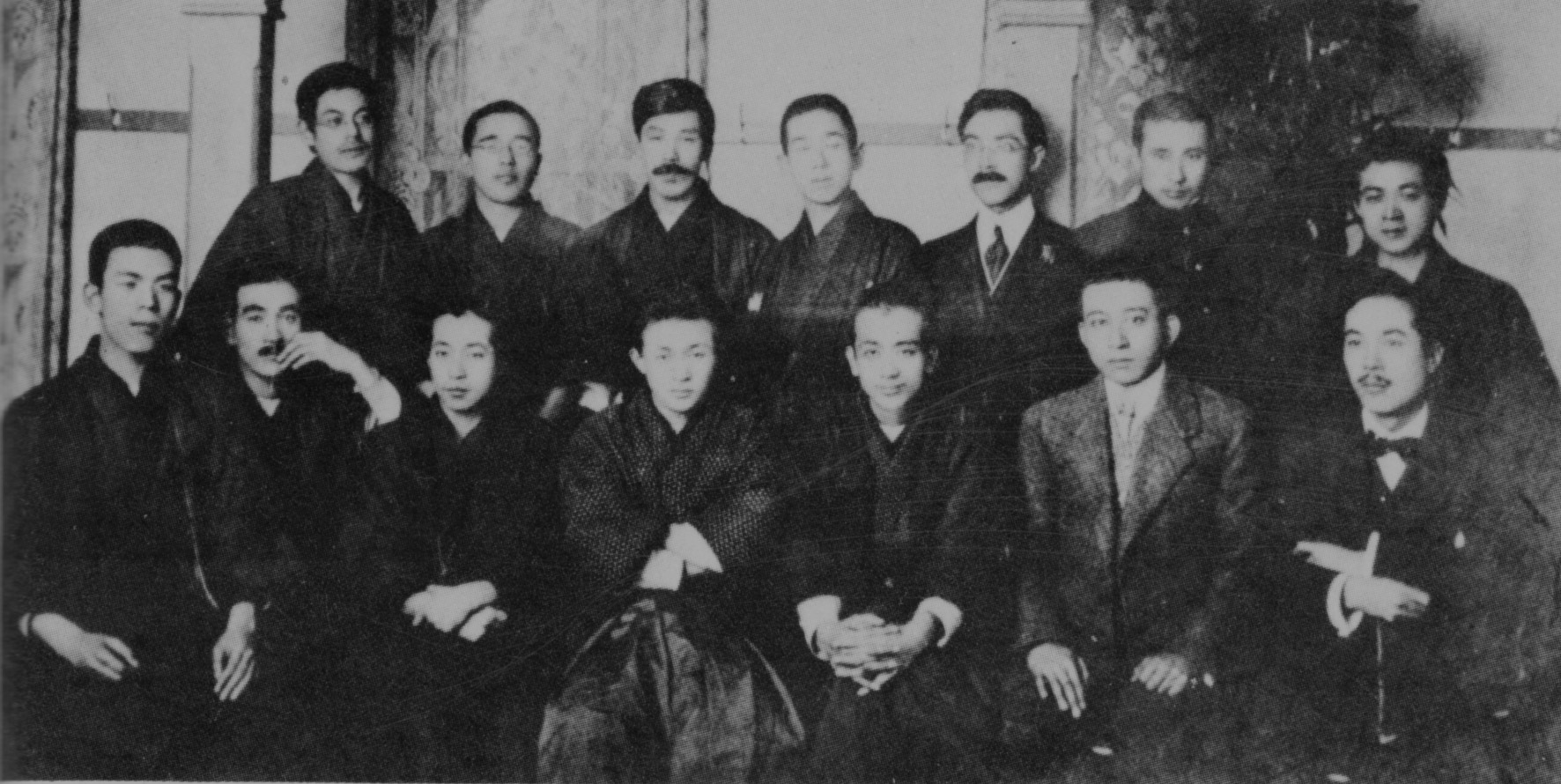
Photographie des membres de Shirakabaha, 1912.

Le Shirakabaha (白樺派), littéralement « le blanc bouleau » est un mouvement littéraire japonais regroupé autour de la revue Shirakaba, publiée à partir de 1910. Le nom renvoie également aux membres du groupe qui partagent les mêmes idées et le même style littéraire.

## Histoire
C'est en 1910 que des étudiants de la prestigieuse Université Gakushūin de Tokyo créent ce groupe en réaction contre le naturalisme, le courant littéraire dominant de l'époque. Le groupe élargit ensuite son influence et s'ouvre à des auteurs tels que Shiga Naoya (1883-1971), Mushanokōji Saneatsu  (1885-1976), Yanagi Sōetsu (1889-1961), Ton Satomi (1888-1983), Takeo Arishima (1878-1923) et Yoshirō Nagayo (1888-1961).
Les membres du groupe tiennent l'esthétique occidentale en haute estime, propagent au Japon les conceptions européennes sur l'art et la littérature et se préoccupent de la vie des individus, incorporant souvent des philosophies optimistes dans leurs œuvres. Cette littérature relève typiquement du genre d'écriture à la première personne. Bien que fascinés par les tendances artistiques européennes, ils n'en sont pas moins très intéressés par la culture japonaise. Contrairement à beaucoup d'autres cercles littéraires, leur intérêt ne se limite pas à la littérature mais est ouvert à d'autres formes artistiques. Ils publient la revue littéraire mensuelle Shirakaba (« blanc bouleau ») qui paraît du mois d'avril 1910 jusqu'en 1923, connaissant son sommet de popularité en 1918.
Tandis que les premières années du mouvement se caractérisent effectivement par une quête d'expression de la puissance créatrice de l’« individu » portée par l'idéal d'un moi créateur, dès les années 1920 succède à celle-ci une dynamique inverse de rejet de la subjectivité au profit d'une redéfinition de l'individu par rapport au collectif et à un retour aux arts populaires, considérés comme les formes authentiques de la création artistique car dénués de la « volonté de faire art ». De ce revirement découla notamment le célèbre mouvement Mingei dont Yanagi Sōetsu se fit le théoricien majeur. La façon de concevoir et de mettre en pratique cette orientation nouvelle s'illustra néanmoins de façon très variable chez les différents acteurs du Shirakabaha.

## Contexte
Sur fond de démocratie dans l'ère Taishō, les œuvres des membres du Shirakabaha sont imprégnés de thèmes comme l'idéalisme, l'humanisme et l'individualisme. Ils mettent l'accent sur l'affirmation de l'humanité qui finit par remplacer le naturalisme qui a été le principal courant littéraire durant l'ère Taishō.

### Études
- (en) Maya Moritimer, Meeting the Sensei: The Role of the Master in Shirakaba Writers, Leide, Brill, 2000, xviii, 290 p. (ISBN 978-9-004-11655-9)